# Plaza de la Policía Nacional
La Plaza de la Policía Nacional de Uruguay es un espacio público ubicado entre la Avenida Agraciada y la Avenida Lucas Obes, en Paso Molino, Montevideo.
La plaza cuenta con iluminación y bancos. En el centro hay un monumento con una placa con la inscripción en números romanos: 18 de diciembre de 1829, fecha de origen de la Policía Nacional de Uruguay y en el anverso un martirologio homenaje a los miembros de la policía uruguaya caídos en cumplimiento del deber.
En la historia de la policía uruguaya han fallecido 250 efectivos.
A partir del 18 de diciembre de 1975 pasó a denominarse Plaza de la Policía por Decreto N° 1692.
La plaza se encuentra frente al Viaducto de Paso Molino y es posible divisar el Hotel del Paso Molino y el monumento La Diligencia de José Belloni.

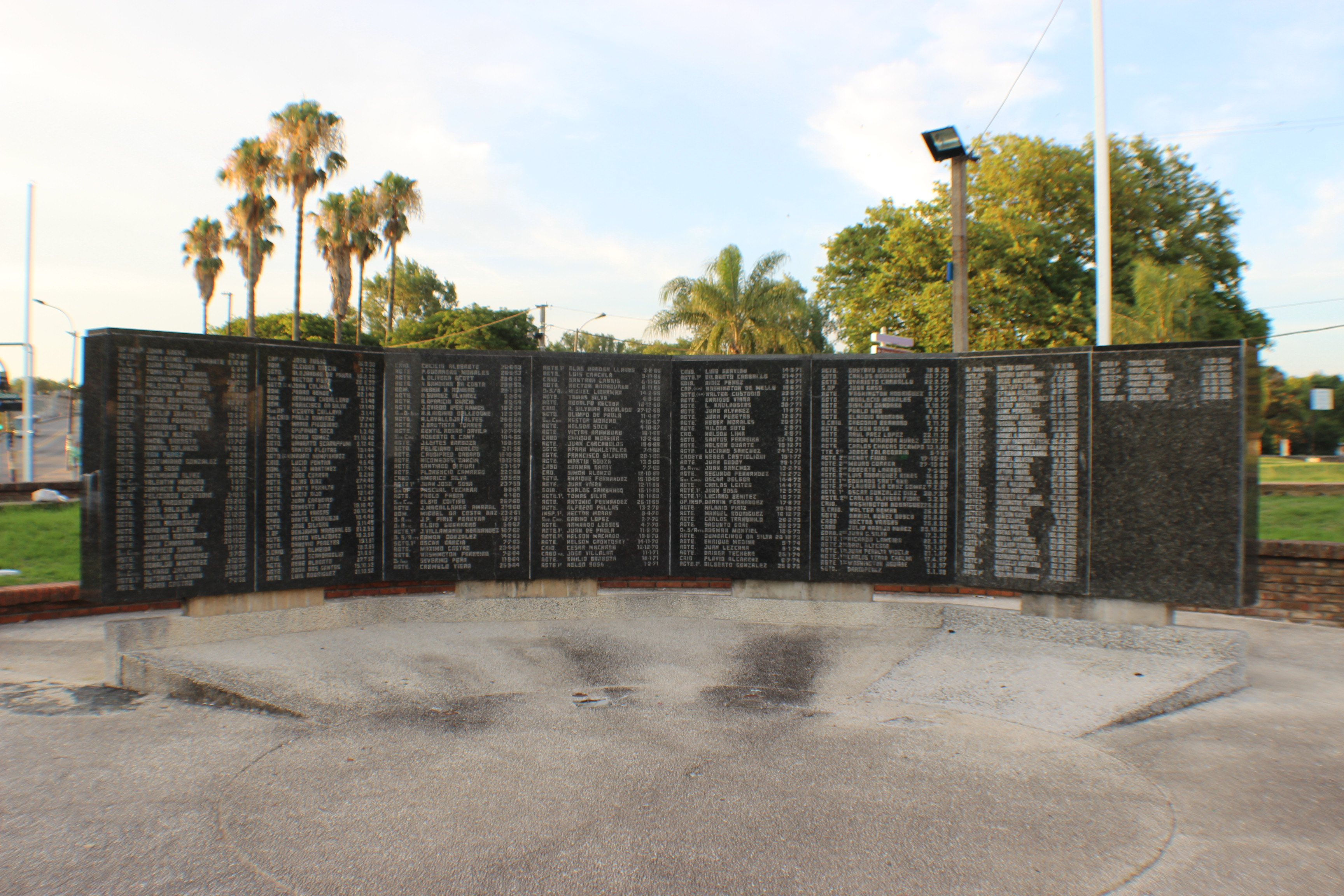
Plaza de la Policía Nacional en 2017